# Anglosaski križ
Anglosaski križ, monumentalni križ u anglosaskoj umjetnosti. Anglosaska arhitektura danas ima predstavnike samo u očuvanim crkvama čiji je broj nemijenjanih kroz vrijeme vrlo mali. Nasuprot tome, monumentalne kamene skulpture očuvane su u velikim kamenim križevima, ekvivalentu visokim križevima u keltskim područjima Britanije. Većina skulptura vjerojatno je nekad bila oličena čime je bolje pojašnjen dizajn, većinom u odnosno dubokom reljefu te nije bilo dovršeno velikom preciznošću. Danas su skoro svi tragovi istrošeni i pohabani. Obično je teško datirati ih. Skulpture u drvu su vjerojatno bile uobičajene, ali skoro jedini značajni primjerak očuvanog je lijes sv. Cuthberta u Durhamskoj katedrali, vjerojatno napravljen 698., s brojnim slikama u crtama uklesanim ili urezanim tehnikom koja je nešto poput graviranja u velikom mjerilu. Materijal od najranijih zabilježenih križeva nije poznat, ali bi moglo biti drvo. Čini se da je bila tradicija anglosaske poganske monumentalne skulpture, vjerojatno od drva, od koje nije ostalo očuvanih primjeraka (nasuprot anglo-skandinavsko pagansko slikarstvo) s kojima su se križevi natjecali u početcima.
Anglosaski križevi preživjeli su manje nego oni u Irskoj, zbog ikonoborstva nakon anglikanske reformacije. Neke su pokazivale veće figurativne skulpture kakvoće vrijedne uzimanja u ozbir, kao Ruthwellski križ i Bewcastleski križ (oba vjerojatno oko 800.). Vitičasto-svitčana dekoracija i pleteri vide se na alternirajućim panelima na ranim northumbrijskim križevima poput Ruthwellskog, Bewcastleskog i Easbyjskog, premda vitičasti svitak je već više prominentan. Kasniji southumbrijski križevi često imaju samo vitičaste svitke. Ondje može biti upisana teksta runama ili latinicom, na latinskom ili staroengleskom, a najslavniji je u Ruthwellu, gdje dio poeme San o križu je napisan skupa s latinskim tekstovima; češće je slučaj da su napisana imena donatora. Izrazilo se mišljenje da su osim bojom, bili ukrašeni draguljima i obrađenom kovinom.